# 6864 Штаркенбурґ
6864 Штаркенбурґ (6864 Starkenburg) — астероїд головного поясу, відкритий 12 вересня 1991 року.
Тіссеранів параметр щодо Юпітера — 3,606.